# Дак-Гілл (Міссісіпі)
Дак-Гілл (англ. Duck Hill) — місто (англ. town) в США, в окрузі Монтгомері штату Міссісіпі. Населення — 619 осіб (2020).

## Географія
Дак-Гілл розташований за координатами 33°37′54″ пн. ш. 89°42′55″ зх. д. / 33.63167° пн. ш. 89.71528° зх. д. (33.631649, -89.715396).  За даними Бюро перепису населення США в 2010 році місто мало площу 2,68 км², уся площа — суходіл.

## Демографія
Згідно з переписом 2010 року, у місті мешкали 732 особи в 311 домогосподарстві у складі 197 родин. Густота населення становила 273 особи/км².  Було 337 помешкань (126/км²).
Расовий склад населення:
| - 67,6 % — чорних або афроамериканців - 30,6 % — білих - 0,4 % — корінних американців |

До двох чи більше рас належало 1,2 %. Частка іспаномовних становила 0,7 % від усіх жителів.
За віковим діапазоном населення розподілялося таким чином: 25,1 % — особи молодші 18 років, 57,6 % — особи у віці 18—64 років, 17,3 % — особи у віці 65 років та старші. Медіана віку мешканця становила 39,3 року. На 100 осіб жіночої статі у місті припадало 87,2 чоловіків;  на 100 жінок у віці від 18 років та старших — 79,7 чоловіків також старших 18 років.
Середній дохід на одне домашнє господарство  становив 33 051 долар США (медіана — 24 432), а середній дохід на одну сім'ю — 37 682 долари (медіана — 29 188). Медіана доходів становила 40 705 доларів для чоловіків та 22 292 долари для жінок. За межею бідності перебувало 42,2 % осіб, у тому числі 64,8 % дітей у віці до 18 років та 21,4 % осіб у віці 65 років та старших.
Цивільне працевлаштоване населення становило 284 особи. Основні галузі зайнятості: освіта, охорона здоров'я та соціальна допомога — 33,5 %, роздрібна торгівля — 18,7 %, виробництво — 10,9 %, публічна адміністрація — 9,2 %.